# Sint-Martinuskerk (Halle)

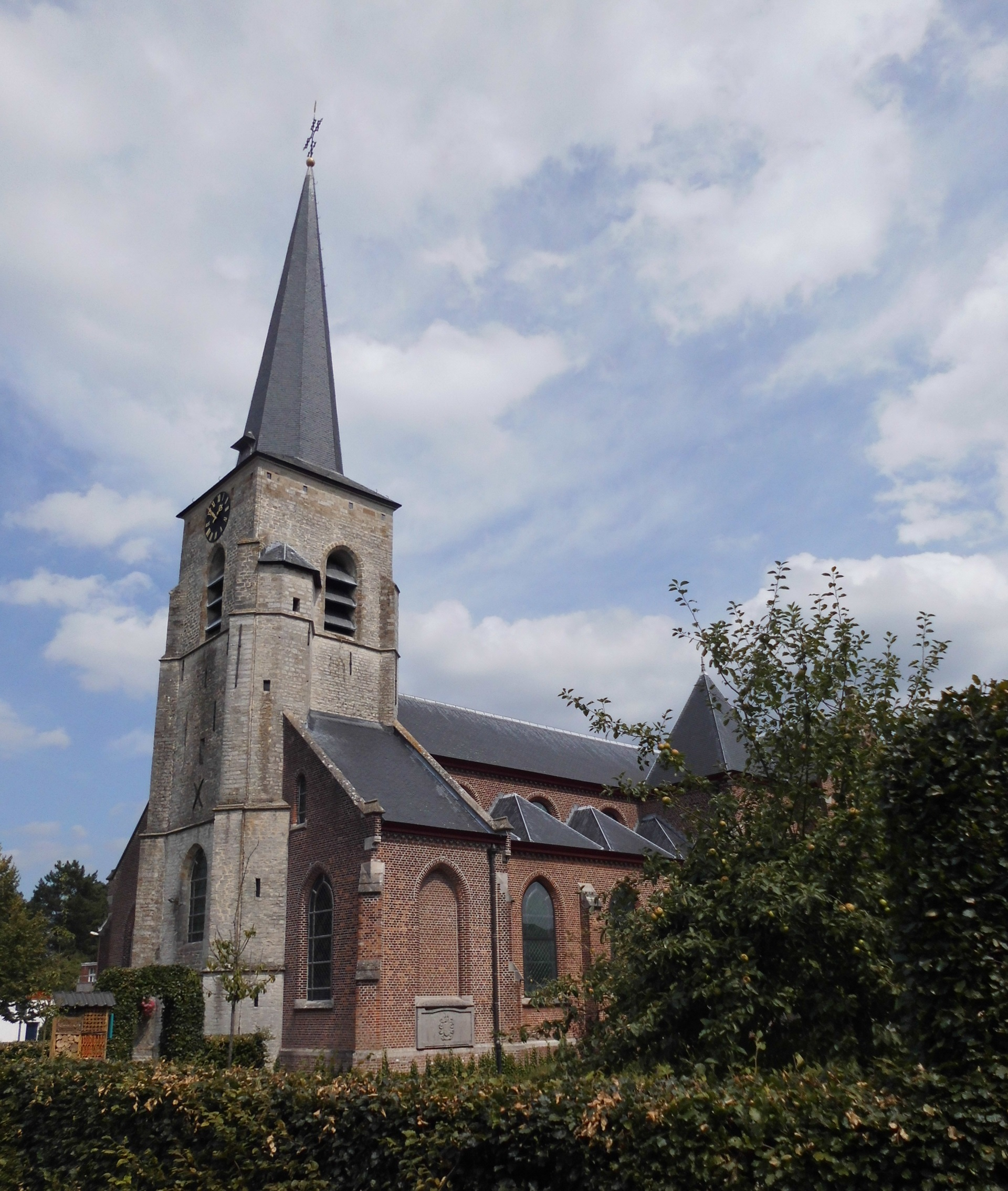
Sint-Martinuskerk

De Sint-Martinuskerk is de parochiekerk van de tot de Antwerpse gemeente Zoersel behorende plaats Halle, gelegen aan halle-Dorp 34.

## Geschiedenis
Er bestond te Halle al voor 1300 een kapel die omstreeks 1500 tot een kerk werd vergroot, waarvan de oorspronkelijke kapel het koor vormde. Het schip, de zijkoren en de toren werden gebouwd in Balegemse steen. Tijdens de godsdiensttwisten (1570-1585) werd de kerk ook wel gebruikt als schuilplaats voor de bevolking. Hierna vonden er diverse herstelcampagnes plaats. In 1730 werd de voorgevel van de kapel, die koor en schip scheidde, afgebroken. In 1776 werd de torenspits vervangen door een laatbarokke lantaarn.
In 1846 werd de kerk voorzien van twee zijbeuken. In 1911-1913 werd de kerk geheel vernieuwd naar ontwerp van Ernest Dieltiëns. De toren bleef hierbij gespaard. Wel werd tijdens de Eerste Wereldoorlog de torenspits verwoest. Deze werd in 1924 hersteld.

## Gebouw
Het betreft een bakstenen georiënteerde kruisbasiliek in neogotische stijl van het 1e kwart van de 20e eeuw. De westtoren van omstreeks 1500 is in zandsteen en heeft vier geledingen en een ingesnoerde naaldspits.

## Interieur
Het schip wordt overkluisd door een houten spitstongewelf. De kerk bezit enkele 16e- en 17e-eeuwse beelden.
Het hoofdaltaar is van midden 17e eeuw en vervaardigd van gemarmerd hout. Als altaarstuk fungeert het schilderij Christus aan het kruis, mogelijk door Cornelis Polemburg en geschonken in 1651.
De zijaltaren zijn van omstreeks 1615 met op het zuidelijk zijaltaar het schilderstuk: Verheerlijking van Sint-Maarten en Sint-Sebastiaan door Theodoor Boeyermans (1665). Op het noordelijk zijaltaar een schilderij Ten Hemelopneming van Maria (17e eeuw).
De preekstoel is van 1650 en er zijn biechtstoelen van 2e helft 17e eeuw en midden 18e eeuw.